# 芬蘭體育
體育是芬蘭的全民性活動，許多芬蘭人經常參加不同的體育活動。芬蘭式棒球是芬蘭的民族體育活動，但芬蘭電視觀眾和新聞報導最多的體育活動則是冰球和F1賽車。賽馬和冰球則是芬蘭觀眾數較多的體育。芬蘭最流行的體育活動包括福樂球、北歐式健走、跑步和滑雪。2004年，芬蘭獲得冰球世界錦標賽的冠軍。芬蘭其他受歡迎的體育項目還有田徑、班迪球。和其他歐洲國家不同的是，足球並不是芬蘭最受歡迎的運動，其競技人口不如冰球。